# Willem Stegenga
Willem Stegenga (Gorinchem, 5 oktober 1912 – Rotterdam, 19 oktober 1972) was een Fries verzetsstrijder tijdens de Tweede Wereldoorlog.

## Biografie

### Jeugd, opleiding en werk
Willem Stegenga werd op 5 oktober 1912 te Gorinchem geboren. Hij was de tweede zoon van Herre Stegenga (1881-1962) en Maaike Douma (1884-1941) en kwam uit een gezin van zes kinderen. Beide ouders waren gereformeerd. Vader Herre was voor zijn huwelijk assistent-directeur van de coöperatieve stoomzuivelfabriek te Vriezenveen. In 1908 werd hij directeur van een stoomzuivelfabriek te Zevenaar. In datzelfde jaar trouwde Herre Stegenga te IJlst met Maaike Douma. Korte tijd daarna vertrok hij met zijn gezin naar Gorinchem. Hij werd daar fabriekschef van de zuivelfabriek.
In 1921 vertrok Herre Stegenga met zijn gezin naar Friesland, naar Koudum. Hij werd er winkelier van een soort warenhuis.
Zoon Willem leerde na de lagere school niet verder en werd timmerknecht.
In 1931 werd hij vrijgesteld van dienstplicht wegens broederdienst. Zijn oudere broer Johannes had deze plicht al vervuld. Rond 1932 verhuisde het gezin naar Sneek waar zijn vader Herre Stegenga een papierhandel begon.

### 1940-1945
Willem woonde in Sneek, Kleinzand 18, met zijn jonge gezin in het zelfde huis en op dezelfde verdieping als de verzetsfamilie Lever. Via deze familie kwam hij in aanraking met het verzetsnetwerk rond Sneek. Uit dit netwerk ontstond onder meer de groep Lever. Deze groep begon gaandeweg 1942 steeds meer verzetsactiviteiten te ontplooien. Zo verspreidde ze vanaf begin 1942 illegale bladen als Vrij Nederland en Trouw en ging later ook onderduikers helpen, onder wie Joden en mensen die in Duitsland moesten gaan werken ('Arbeitseinsatz'). Willem was betrokken bij het laten onderduiken van zeker vijf Joden. Ook zijn vader Herre nam af en toe Joodse mensen op. In januari 1943 dook Willem Santema - initiator van de groep Lever - onder in Amsterdam.  Vanaf dat moment moest de groep Lever op eigen benen staan. Zo haalden Jan Lever en Willem begin 1943 Joden uit Amsterdam, met het vrachtschip van Rinze Koch (Amsterdam-Workum-Bolsward vice versa). Zo lieten ze als eersten vader Presser met dochter en zoon in Workum in het hotel van Henk Bonnema onderduiken.
Rond begin 1943 kreeg Willem ruzie met zijn timmerbaas die naar Willems smaak zijn oren te veel naar de Duitsers liet hangen. Hij kreeg ontslag en werd fulltime verzetsman. Begin 1943 wist Willem eindelijk aan een wapen te komen. Hij had er in zijn leven nog nooit één in handen gehad. Weldra kon hij er uitstekend mee overweg. Op 13 mei 1943 vertrokken Willem Stegenga en Jan Lever naar Amsterdam. Ze gingen Samuel Heymans - zoon van de rabbijn van Sneek - en diens vrouw Bloema Polak ophalen. Ze pakten opnieuw het beurtschip van Rinze Koch dat ze naar Workum bracht. Ook Heymans en zijn vrouw kwamen eerst in het hotel van Henk Bonnema terecht. Later doken ze onder in Gaast. Toen Willem en Jan Lever opnieuw naar Amsterdam gingen voor de ouders van Bloema Polak, bleken ze te laat: ze waren al opgepakt en kwamen beiden in Auschwitz om.
In de nacht van 16 op 17 november 1943 vielen de Duitsers de woning van de familie Lever binnen. KP'ers Jan Lever en Piet Faber wisten over het dak weg te komen en vluchtten naar Herre Stegenga, Willems vader. Vader Hendrik Lever, dochter Meta en de Joodse onderduikster Roza IJzerman werden gepakt. Hendrik (1891-1945) en Roza (1926-1944) kwamen om in het concentratiekamp. Meta werd na een paar dagen weer vrijgelaten. Roza is de enige Joodse onderduikster die in Sneek is gepakt en omgekomen. Willem Stegenga hoorde het lawaai en wist in zijn pyjama op tijd weg te komen. Willem pakte dan al snel de draad weer op. Eind november 1943 wist hij samen met een Amsterdammer en KP'er Henk Rijpkema een Jodin uit het politiebureau van Sneek te bevrijden. Ze was bij toeval gearresteerd en opgesloten in het verhoorkamertje. Via een luik in het plafond werd ze er door de mannen uit gehaald.
Sikke Wolters was onderluitenant bij de politie en prominent lid van de NSB. Zijn standplaats was eerst Workum en later Heerenveen. Na de capitulatie in mei 1940 werkte hij nauw samen met de Duitsers. Hij spoorde tal van onderduikers - onder wie Joden -, verzetsmensen en geallieerde vliegers op. Uiteindelijk werd hij in 1944 door het Friese Veemgericht ter dood veroordeeld. Op 27 juni 1944 wachtten Gerard Haagen en Willem Stegenga hem op bij het station van Heerenveen. Toen Sikke Wolters zijn fiets ging halen, schoot Gerard hem dood terwijl Willem met zijn pistool het publiek op afstand hield. De liquidatie bleef niet zonder gevolgen. In de nacht van 29 op 30 juni werden er drie ploegen van Duitsgezinden op uit gestuurd om drie zogenaamde Silbertanne-moorden te plegen.
In mei 1944 vertrok Willem met onder meer Hans Deinum en Henk Rijpkema naar Leeuwarden. Ze vormden er een nieuwe KP. Willem en de anderen van de KP Leeuwarden moesten verkassen na de overval van de SD - halverwege juli 1944 - op de opslagplaats van de KP Leeuwarden. Willem dook onder bij bakker Dooitzen Hofstra in de Roekstraat. Dit werd het nieuwe centrum van de KP Leeuwarden. Willem verbleef er lange tijd. Hij werd in juli 1944 tweede man van Piet Oberman, de nieuwe provinciale KP-leider van Friesland.

### De overval op het Huis van Bewaring te Leeuwarden
Willem speelde een belangrijke rol bij de voorbereiding en uitvoering van de befaamde overval op het Leeuwarder Huis van Bewaring (de Blokhuispoort), op 8 december 1944. Tijdens de werkelijke uitvoering van de kraak was Willem overal tegelijk en speelde een beslissende rol bij het laten slagen van de actie. In de film De Overval wordt zijn rol gespeeld door Hans Boswinkel.

### Acties in de Tweede Wereldoorlog
Er is geen enkele andere Friese KP'er betrokken geweest bij zoveel verschillende acties als Willem Stegenga. Een kleine opsomming
- Bevrijdingspoging familie Lever.
- Maken en verspreiden van het Het illegale blad B.B.C.-nieuws.
- De overval op een distributie-ambtenaar in Zurich.
- Overval op het Rijksbureau voor voedselvoorziening in Workum.
- Stelen van een Oldsmobile uit 1936 door de KP Sneek.
- Boerderij NSB'er Rintje Haagsma uit Workum in brand gestoken.
- De jacht op Pier Nobach.
- Poging om distributiebescheiden in Bolsward buit te maken.
- Tweede overval op het distributiekantoor van Bergum.
- Vervoeren Amerikaanse piloten van Eernewoude naar Workum.
- De overval op het distributiekantoor van Workum.
- Bevrijden verzetsmensen uit de gevangenis van Murmerwoude.
- Halen van door de geallieerde gedropte wapens uit Drenthe.
- Kraak Huis van Huis van Bewaring Leeuwarden.

## Na de Tweede Wereldoorlog
Na de oorlog kwam Willem Stegenga in dienst bij de Rijksdienst voor Verkeer en verhuisde uiteindelijk naar Rotterdam waar hij in 1972 op zestigjarige leeftijd kwam te overlijden. Op zijn begrafenis was het voormalige verzet in groten getale aanwezig.